# Pachydactylus tsodiloensis
Pachydactylus tsodiloensis este o specie de șopârle din genul Pachydactylus, familia Gekkonidae, descrisă de Haacke 1966. A fost clasificată de IUCN ca specie cu risc scăzut. Conform Catalogue of Life specia Pachydactylus tsodiloensis nu are subspecii cunoscute.